# Ramesseum
Ramesseum er det mindestempel (eller kapel tempel) af Farao Ramses II ("Ramses den Store", også stavet "Ramesses" og "Rameses"). Det blev bygget i Theben, necropolis i Nord Egypten, tværs for Nilen fra den morderne by, Luxor. Dets navn – eller i de mindste dets franske form, Rhamesséion – blev opfundet af Jean-François Champollion, der besøgte ruinerne i 1829 og var den første der identificerede hieroglyfferne der nævnte Ramesses' navne og titler på murene. Det blev originalt kaldt Huset af millioner af år af Usermaatra-setepenra der forenes med Thebes-byen i domæne af Amon.